# Targa Florio 1956

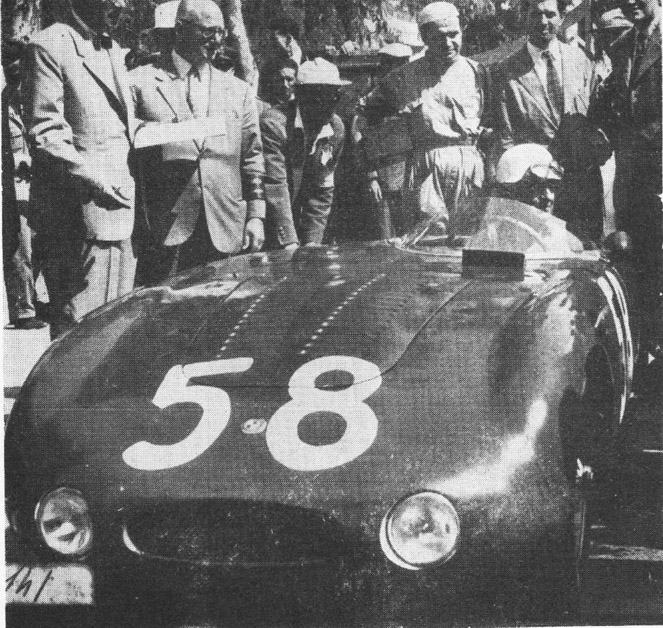
Luigi Villoresi im Osca S750. Nach dem Ausfall in der fünften Runde wechselte Villoresi in den Osca MT4 1.5, den bis dahin Giulio Cabianca fuhr

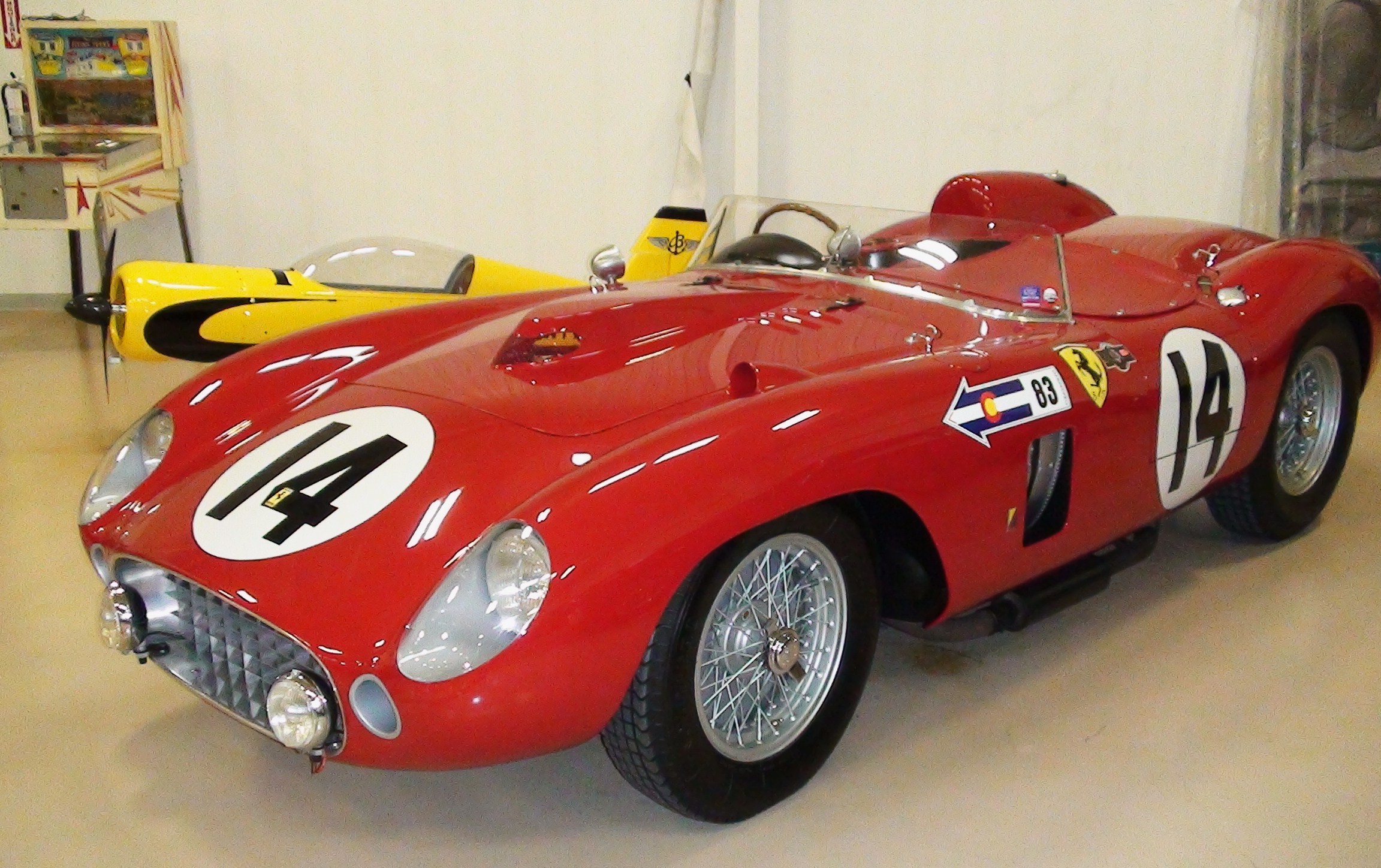
Ferrari 290MM mit der Fahrgestellnummer 0628. Mit dem ursprünglich als Ersatzwagen gemeldeten Wagen erreichten Olivier Gendebien und Hans Herrmann den vierten Gesamtrang

Die 40. Targa Florio, auch Targa Florio, Piccolo Circuito delle Madonie, Sicilia, war ein Straßenrennen auf Sizilien und fand am 10. Juni 1956 statt.

## Die Vorgeschichte
Anfang Juni 1956 feierten die Honoratioren der Stadt Palermo bei einer Festveranstaltung das 50-jährige Bestehen der Targa Florio. Besonders geehrt wurde der Gründer Vincenzo Florio, der 1956 als 73-Jähriger noch immer dem Organisationskomitee vorstand. Dass die Targa Florio nach nur einem Jahr den Status als Weltmeisterschaftslauf der Sportwagen-Weltmeisterschaft wieder verlor, lag vor allem an Florio’s Eigensinn. Eine der Folgen des Unfalls beim 24-Stunden-Rennen von Le Mans 1955, war der Wunsch der Funktionäre der Commission Sportive Internationale, die Renndistanzen der Straßenrennen zu verkürzen. 1955 fuhren die Teilnehmer der Targa Florio 13 Runden à 72 Kilometer. Stirling Moss und Peter Collins legten bei ihrer Siegesfahrt im Mercedes-Benz 300 SLR 936 Kilometer zurück und benötigten dafür 9:43:14 Stunden. Das war der CSI zu lange und sie forderten Florio auf, wieder zu den ursprünglichen acht Runden zurückzukehren. Florio schlug als Kompromiss zehn Runden vor, was der CSI immer noch zu viel war. Er beharrte nach einigem Hin und Her auf seinem Vorschlag, dem die CSI am Ende nicht zustimmte. Den Entzug des Weltmeisterschaftsstatus nahm Florio ungerührt zur Kenntnis, da die Veranstaltung aus seiner Sicht weit schlimmere Krisen überstanden hatte.
Trotz der langen Distanz bestanden einige Fahrer darauf, das Rennen als Alleinfahrer bestreiten zu dürfen, ein Vorgang, der vom sportlichen Reglement der Targa Florio gedeckt war. In der Sportwagen-Weltmeisterschaft waren solche Alleingänge nicht mehr möglich. Auch dieser Umstand war ein Streitgegenstand zwischen Florio und der CSI.

## Das Rennen

### Teams, Hersteller und Fahrer
Zwei Einsatz- und einen Ersatzwagen meldete die Scuderia Ferrari für die Fahrerpaarungen Olivier Gendebien/Hans Herrmann und Eugenio Castellotti/Peter Collins. Nachdem Gendebien bei einem Trainingsunfall einen der beiden Ferrari 860 Monza beschädigt hatte, mussten er und Hans Herrmann in einem Ferrari 290MM starten. Die Werksmannschaft von Maserati brachte drei 300S nach Palermo, die von Piero Taruffi (einer der Einzelfahrer), Franco Bordoni-Bisleri/Piero Carini und Carlo Pottino/ Clemente Ravetto gefahren wurden. Bei Osca gab es ebenfalls zwei Einzelfahrer. Giulio Cabianca fuhr einen MT4 1.5 und Luigi Villoresi einen kleinen S750.
Umberto Maglioli ging auf einem Werks-Porsche 550 A RS 1500 an den Start. Ursprünglich war Porsche-Rennleiter Fritz Huschke von Hanstein als Teamkollege von Maglioli gemeldet. Da Maglioli das Rennen ebenfalls ohne zweiten Fahrer bestreiten wollte, zog von Hanstein seine eigene Meldung wieder zurück. Wolfgang Graf Berghe von Trips meldete seinen privaten Mercedes-Benz 300 SL. Sein Beifahrer war der Schwede Bengt Martenson.

### Der Rennverlauf
Die Anfangsphase dominierte Eugenio Castellotti im Ferrari, ehe er in der vierten Runde mit einer gebrochenen Kardanwelle aufgeben musste. Danach übernahm Umberto Maglioli im Werks-Porsche die Führung, da der Mitfavorit Piero Taruffi Probleme mit dem Treibstofftank seines Maserati hatte. Ein aufgewirbelter Stein hatte zu Beginn des Rennens ein kleines Leck in den Tank geschlagen, wodurch beständig Benzin austrat. Vor dem ersten Tankstopp blieb der Wagen auf der Strecke ohne Treibstoff stehen und Taruffi erbat sich von den Zuschauern Benzin für die Weiterfahrt. Beim Stopp gelang es den Mechanikern dann das Loch zu schließen, allerdings war bereits viel Zeit verloren gegangen und die Chance auf den Gesamtsieg bereits entglitten.
Den Nachteil keinen ihn ablösenden Fahrer zu haben, bekam Umberto Maglioli zu spüren, als Luigi Villoresi nach seinem Ausfall in den Wagen von Giulio Cabianca wechselte. Villoresi hatte sich fast eine Stunde ausgeruht, bevor er sich ans Steuer des Osca MT4 setzte. Während Maglioli bis zur völligen Erschöpfung weiterfahren musste, holte der ausgeruhte Villoresi am Rennende stark auf. Im Ziel lag er allerdings noch immer 13 Minuten hinter Maglioli und musste sich mit dem zweiten Endrang zufriedengeben. Schnellster Fahrer in der zweiten Hälfte des Rennens war Taruffi, der bis auf zwei Minuten an Cabianca und Villoresi herankam und Dritter wurde.

## Ergebnisse

### Schlussklassement
| 1               | S bis 1.5   | 84   | Porsche KG                                    | Umberto Maglioli                               | Porsche 550 A RS 1500              | 10 |
| 2               | S bis 1.5   | 86   | Officine Specializzata Costruzioni Automobili | Giulio Cabianca Luigi Villoresi                | Osca MT4 1.5                       | 10 |
| 3               | S über 2.0  | 104  | Officine Alfieri Maserati                     | Piero Taruffi                                  | Maserati 300S                      | 10 |
| 4               | S über 2.0  | 110T | Scuderia Ferrari                              | Olivier Gendebien Hans Herrmann                | Ferrari 290MM                      | 10 |
| 5               | S bis 2.0   | 96   | Scuderia Centro Sud                           | Giorgio Scarlatti Fernando Mancini             | Maserati A6GCS/53                  | 10 |
| 6               | S über 2.0  | 102  | Officine Alfieri Maserati                     | Franco Bordoni-Bisleri Piero Carini            | Maserati 300S                      | 10 |
| 7               | S über 2.0  | 108  | Officine Alfieri Maserati                     | Carlo Pottino Clemente Ravetto                 | Maserati 300S                      | 10 |
| 8               | GT über 2.0 | 40   | Armando Zampiero                              | Armando Zampiero Mario Sacchiero               | Mercedes-Benz 300 SL               | 8  |
| 9               | S bis 2.0   | 100  | Aldo Pedini                                   | Aldo Pedini                                    | Maserati A6GCS/53                  | 8  |
| 10              | GT über 2.0 | 36   | Guido Cestelli-Guidi                          | Guido Cestelli-Guidi Giuseppe Musso            | Mercedes-Benz 300 SL               | 8  |
| 11              | GT bis 2.0  | 34   | Francesco Arezzo                              | Francesco Arezzo Gennaro Altiero               | Fiat 8V Zagato                     |    |
| 12              | S bis 1.1   | 62   | Francesco Tagliavia                           | Francesco Tagliavia Gaetano Santonocito        | Osca MT4 1.1                       |    |
| 13              | S bis 1.5   | 90   | Amelio Garavaglia                             | Amelio Garavaglia Luciano Gramegna             | Maserati 150S                      |    |
| 14              | S bis 1.1   | 74   | Angelo Sbordone                               | Angelo Sbordone                                | Osca MT4 1.1                       |    |
| 15              | T bis 1.3   | 20   | Pietro Laureati                               | Pietro Laureati Pelloni                        | Alfa Romeo Giulietta Sprint Veloce |    |
| 16              | S bis 750   | 50   | Mario Piccolo                                 | Mario Piccolo Vincenzo Gugliotta               | Giaur Giannini 750 Sport           |    |
| 17              | S bis 1.1   | 70   | Domenico Rotolo                               | Domenico Rotolo Giuseppe Alotta                | Osca MT4 1.1                       |    |
| 18              | S bis 1.5   | 88   | Guido Perrella                                | Guido Perrella Vincenzo Sorrentino             | Maserati 150S                      |    |
| 19              | T Unica     | 6    | Nevol Querci                                  | Nevol Querci Pietro Pelloni                    | Alfa Romeo 1900 TI                 |    |
| 20              | GT bis 2.0  | 32   | Maggiorelli Fratelli                          | Maggiorello Maggiorelli Amedeo Maggiorelli     | Fiat 8V                            |    |
| 21              | S über 2.0  | 114  | Dan Margulies                                 | Dan Margulies David Piper                      | Jaguar C-Type                      |    |
| 22              | TS bis 1.3  | 10   | Vito Coco                                     | Vito Coco Vito Sabbia                          | Fiat 1100/103                      |    |
| 23              | S bis 750   | 52   | Salvatore Sirchia                             | Salvatore Sirchia Luigi di Pasquale            | Patriarca 750 Sport                |    |
| 24              | GT bis 1.3  | 30   | Guido Garufi                                  | Guido Garufi Vincenzo Santonocito              | Alfa Romeo Giulietta Sprint Veloce |    |
| 25              | GT bis 1.3  | 28   | Ignazio Scaletta                              | Ignazio Scaletta Piergiacomo Ghitti            | Alfa Romeo Giulietta Sprint Veloce |    |
| 26              | T Unica     | 2    | Baldassarre Taormina                          | Baldassarre Taormina Pasquale Tacci            | Alfa Romeo 1900 TI                 |    |
| 27              | GT bis 1.3  | 14   | Giacomo Franzitta                             | Giacomo Franzitta Igino Baseggio               | Fiat 1100/103                      |    |
| 28              | GT bis 1.3  | 92   | Letterio Cucinotta Piccolo                    | Letterio Cucinotta Piccolo                     | Maserati A6GCS/53                  |    |
| 29              | S bis 1.1   | 64   | Antonio di Salvo                              | Antonio di Salvo Antonio Picone                | Fiat Raor 1100 Sport               |    |
| 30              | TS bis 1.3  | 16   | Francesco Mentesana                           | Francesco Mentesana Ernesto Dagnino            | Fiat 1100/103 TV                   |    |
| 31              | S bis 750   | 54   | Alfredo Fondi                                 | Alfredo Fondi Marcantonio Bellomare            | Fiat Fondi 750 Sport               |    |
| 32              | S bis 1.1   | 82   | Francesco de Roberto                          | Francesco de Roberto Raffaele Fiordelisi       | Stanguellini 1100 Sport            |    |
| 33              | T Unica     | 8    | Roberto Dari                                  | Roberto Dari                                   | Alfa Romeo 1900 TI                 |    |
| 34              | TS über 1.3 | 26   | Mennato Boffa                                 | Mennato Boffa Vincesco Maresca                 | Lancia Aurelia B20 2.5             |    |
| Ausgefallen     |             |      |                                               |                                                |                                    |    |
| 35              | TS bis 1.3  | 4    | Rosario Montalbano                            | Rosario Montalbano Giuseppe Pizzo              | Fiat 1100/103 TV                   |    |
| 36              | TS bis 1.3  | 12   | Gaspare Cavaliere                             | Gaspare Cavaliere Carmelo Micciché             | Fiat 1100/103 TV                   |    |
| 37              | T Unica     | 22   |                                               | Cavallucci Vasco Parducci                      | Alfa Romeo 1900 TI                 |    |
| 38              | GT bis 2.0  | 24   | Alfonso Vella                                 | Alfonso Vella Alotta                           | Fiat 8V                            |    |
| 39              | GT über 2.0 | 38   | Wolfgang Graf Berghe von Trips                | Wolfgang Graf Berghe von Trips Bengt Martenson | Mercedes-Benz 300 SL               |    |
| 40              | S bis 750   | 44   | Alfredo Tinazzo                               | Alfredo Tinazzo                                | Giaur Giannini 750 Sport           |    |
| 41              | S bis 750   | 56   | Giuseppe Marino                               | Giuseppe Marino di Pasquale                    | Giannini 750 Sport                 |    |
| 42              | S bis 1.1   | 60   | Giampiero Chini                               | Giampiero Chini                                | Ermini 1100 Sport                  |    |
| 43              | S bis 1.1   | 68   | Orazio Licciardello                           | Orazio Licciardello Enzo Catania               | Ermini 1100 Sport                  |    |
| 44              | S bis 1.1   | 76   | Domenico Tramontana                           | Domenico Tramontana                            | Osca MT4 1.1                       |    |
| 45              | S bis 1.1   | 80   | Francesco Spinel                              | Francesco Spinel Armando Soldano               | Volpini 1100 Sport                 |    |
| 46              | S bis 1.1   | 98   |                                               | Naust Angelo Benzoni                           | Ferrari 500 Mondial                |    |
| 47              | S über 2.0  | 106  | Luigi Chiaramonte Bordonaro                   | Antonio Pucci Luigi Chiaramonte Bordonaro      | Ferrari 750 Monza                  |    |
| 48              | S über 2.0  | 112  | Scuderia Ferrari                              | Eugenio Castellotti Peter Collins              | Ferrari 860 Monza                  |    |
| 49              | S bis 750   | 58   | Officine Specializzata Costruzioni Automobili | Luigi Villoresi                                | Osca S750                          | 4  |
| 50              | S bis 2.0   | 94   | Luigi Bellucci                                | Luigi Bellucci Vincenzo Sorrentino             | Maserati A6GCS/53                  |    |
| Nicht gestartet |             |      |                                               |                                                |                                    |    |
| 51              | TS bis 1.3  | 18   | Emanuele Trapani                              | Emanuele Trapani R.Dagnino                     | Fiat 1100/103 TV                   | 1  |
| 52              | S bis 1.1   | 72   | Soldano Fratelli                              | Francesco Soldano Armando Soldano              | Gilco Cisitalia 1100 Sport         | 2  |
| 53              | S über 2.0  | 110  | Scuderia Ferrari                              | Olivier Gendebien Hans Herrmann                | Ferrari 860 Monza                  | 3  |

1 nicht gestartet
2 nicht gestartet
3 Unfall im Training

### Nur in der Meldeliste
Hier finden sich Teams, Fahrer und Fahrzeuge, die ursprünglich für das Rennen gemeldet waren, aber aus den unterschiedlichsten Gründen daran nicht teilnahmen.
| Pos. | Klasse    | Nr. | Team                | Fahrer                                 | Chassis                 |
| ---- | --------- | --- | ------------------- | -------------------------------------- | ----------------------- |
| 54   | S bis 750 | 42  | Salvatore Giuffrida | Salvatore Giuffrida Gregorio Filippone | Fiat Giannini           |
| 55   | S bis 750 | 46  | Camillo Giuliani    | Camillo Giuliani                       | Giaur 750 Sport         |
| 56   | S bis 750 | 48  | Paul Carle          | Paul Carle J. Cazon                    | DB Panhard 750 Sport    |
| 57   | S bis 1.1 | 66  | Attilio Brandi      | Attilio Brandi Antonio Consolazio      | Ermini 1100 Sport       |
| 58   | S bis 1.1 | 78  | Giuseppe Picciotto  | Giuseppe Picciotto Alieri              | Stanguellini 1100 Sport |

### Klassensieger
| Klasse      | Fahrer              | Fahrer               | Fahrzeug                           | Platzierung im Gesamtklassement |
| ----------- | ------------------- | -------------------- | ---------------------------------- | ------------------------------- |
| S über 2.0  | Piero Taruffi       |                      | Maserati 300S                      | Rang 3                          |
| S bis 2.0   | Giorgio Scarlatti   | Fernando Mancini     | Maserati A6GCS/53                  | Rang 5                          |
| S bis 1.5   | Umberto Maglioli    |                      | Porsche 550 A RS 1500              | Gesamtsieg                      |
| S bis 1.1   | Francesco Tagliavia | Gaetano Santonocito  | Osca MT4 1.1                       | Rang 12                         |
| S bis 750   | Mario Piccolo       | Vincenzo Gugliotta   | Giaur Giannini 750 Sport           | Rang 16                         |
| GT über 2.0 | Armando Zampiero    | Mario Sacchiero      | Mercedes-Benz 300 SL               | Rang 8                          |
| GT bis 2.0  | Francesco Arezzo    | Gennaro Altiero      | Fiat 8V Zagato                     | Rang 11                         |
| GT bis 1.3  | Guido Garufi        | Vincenzo Santonocito | Alfa Romeo Giulietta Sprint Veloce | Rang 24                         |
| TS über 1.3 | Mennato Boffa       | Vincesco Maresca     | Lancia Aurelia B20 2.5             | Rang 34                         |
| TS bis 1.3  | Pietro Laureati     | Pelloni              | Alfa Romeo Giulietta Sprint Veloce | Rang 15                         |
| T Unica     | Nevol Querci        | Pietro Pelloni       | Alfa Romeo 1900 TI                 | Rang 19                         |

### Renndaten
- Gemeldet: 58
- Gestartet: 50
- Gewertet: 34
- Rennklassen: 11
- Zuschauer: unbekannt
- Wetter am Renntag: warm und trocken
- Streckenlänge: 72,000 km
- Fahrzeit des Siegerteams: 7:54:52,000 Stunden
- Gesamtrunden des Siegerteams: 10
- Gesamtdistanz des Siegerteams: 720,000 km
- Siegerschnitt: 90,970 km/h
- Schnellste Trainingszeit: keine
- Schnellste Rennrunde: Eugenio Castellotti  – Ferrari 860 Monza (#112) – 0:44:54,000 = 96,213 km/h
- Rennserie: zählte zu keiner Rennserie